# Louis Belmontet

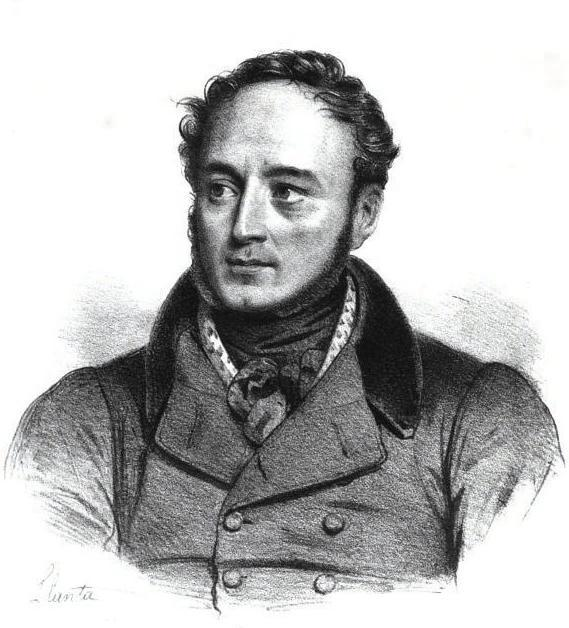
Portrait de Louis Belmontet par Llanta (1836).

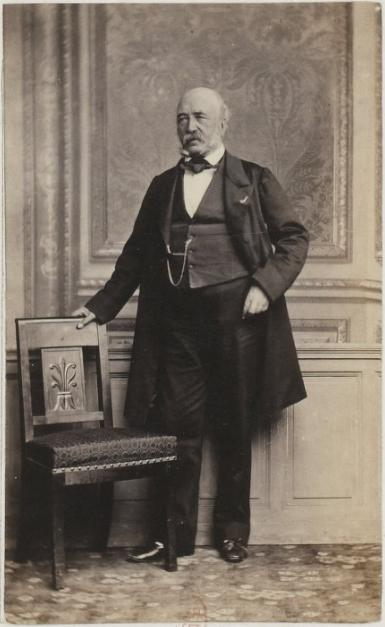
Photographie de Louis Belmontet.

Louis Belmontet, né le 26 mars 1798 à Montauban et mort le 14 octobre 1879 à Paris, est un poète et homme politique français.

## Biographie
Fils d'un ancien militaire piémontais établi comme commerçant en vins à Toulouse, Louis Belmontet fut élève au lycée de cette ville, dont il fut exclu lors de la seconde Restauration en raison des provocations bonapartistes du jeune homme.
Après avoir étudié le droit à la faculté de Toulouse et travaillé pendant quelques mois dans l'étude d'un avoué, il décida de se consacrer à sa passion, la poésie, prenant part aux Jeux floraux et écrivant des dithyrambes en l'honneur d'acteurs à la mode tels que Mademoiselle Mars et Talma. Il fut alors remarqué par deux auteurs, le royaliste Alexandre Soumet et le républicain Desjardins. En 1819, Son tempérament contestataire lui attira de nouveaux ennuis : ayant interpelé un missionnaire jésuite qui prêchait dans la cathédrale, il provoqua une rixe ainsi qu'un scandale de grande ampleur, qu'il attisa en y répondant par deux œuvres satiriques, La Mission et Mon Apologie.
Belmontet dut alors s'exiler à Paris, où il bénéficia de la protection d'auteurs libéraux, tels que Charles-Guillaume Étienne et, surtout, Népomucène Lemercier, qui paya les frais de publication d'un nouveau dithyrambe composé par le jeune poète (Malesherbes, 1821). Rejetée par l'Académie française à l'occasion d'un concours, cet éloge de Malesherbes suscita cependant les félicitations de Boissy d'Anglas. La même année, après avoir appris la mort de Napoléon, le jeune bonapartiste composa une ode qui eut beaucoup de succès.
Gagnant tout d'abord sa vie comme maîtres d'étude et répétiteur à la pension Saint-Victor, puis comme précepteur des enfants d'un pair de France, le comte Germain, Belmontet appartenait, avec Victor Hugo, Alfred de Vigny, Charles Nodier et Delphine Gay, au cercle de jeunes poètes de la nouvelle école romantique qui fondèrent le mensuel la Muse française (1823). Il se lia d'amitié avec le beau-frère du comte Germain, le comte d'Houdetot, auquel il dédia un recueil intitulé Les Tristes (1824) et composa avec son ami Soumet une tragédie intitulée Une Fête de Néron (créée à l'Odéon le 28 décembre 1829 et publiée en janvier 1830), qui eut un grand retentissement avec plus de cent représentations consécutives.
Toujours fidèle à la cause bonapartiste, Louis Belmontet était en visite à Hortense de Beauharnais, exilée au château d'Arenenberg, au moment où survinrent les Trois Glorieuses (1830). Accompagné du capitaine de Brack et du comte d'Houdetot, il regagna rapidement Paris, où il publia bientôt une ode au duc de Reichstadt pour soutenir la légitimité de la dynastie napoléonienne contre la monarchie de Juillet. Cette hostilité au nouveau régime provoqua la saisie de plusieurs publications de Belmontet, tels que l'hebdomadaire La Tribune du peuple (fondé avec Desjardins) ou une Ode aux Belges, et fut même arrêté pendant plusieurs jours en 1831, au moment où les autorités croyaient discerner l'existence d'un complot bonapartiste derrière l'insurrection lyonnaise. Il poursuivit cependant ses activités de polémiste, publiant une brochure répondant à Chateaubriand et rédigeant de nombreux articles pour La Tribune puis pour Le Capitole, organe du parti bonapartiste. L'un de ces écrits mettait en cause le maréchal Lobau, ce qui entraîna un duel au bois de Vincennes entre Belmontet et le général Jacqueminot, qui fut blessé à la poitrine.
Ayant survécu au choléra (1832), Belmontet eut la douleur d'apprendre la mort de Napoléon II, en l'honneur duquel il écrivit Le Buste, napoléonienne. Auteur d'une nouvelle brochure qu'il adressa à la Chambre des députés pour demander - en vain - la suspension de l'exil frappant les membres de la famille de Napoléon, il rencontra en Angleterre le frère aîné de l'ancien empereur et fit publier une biographie de celui-ci (Biographie de Joseph Napoléon Bonaparte, Paris, 1832). En 1839, Hortense de Beauharnais lui confia la direction de la publication de ses Mémoires. L'année suivante, tandis que le fils d'Hortense était arrêté après le putsch raté de Boulogne, les célébrations officielles du retour des cendres marquèrent un tournant dans les rapports entre la monarchie de Juillet et les partisans de l'Empire. Après des années de ferveur bonapartiste, pendant lesquelles il avait assisté fidèlement les tentatives de Louis-Napoléon, Belmontet finit par se décourager et se laisser récupérer par le régime en place : en 1845, il accepta une place de commissaire chargé de contrôler les associations tontinières, qui devaient lui acquitter un traitement annuel de 6 000 francs. Il conserva ce poste après 1848 et put le cumuler avec des fonctions législatives car il n'était pas directement rétribué par l’État. Il fut nommé chevalier de la Légion d'honneur en 1846 (promu officier en 1862, il fut également nommé chevalier de l'ordre de Charles III d'Espagne en 1856).
Candidat malheureux à la députation lors de plusieurs élections sous la monarchie de Juillet et la Deuxième République, Belmontet consacra ses efforts littéraires et politiques à préparer le rétablissement de l'Empire.

Candidat officiel lors des élections de 1852, Belmontet fut élu par les citoyens du Tarn-et-Garonne et entra au Corps législatif, où il fut réélu en 1857, 1863 et 1869. Il y prit souvent la parole, surtout en faveur des anciens soldats de l'Empire et au sujet des crédits alloués aux théâtres. En 1865, lors du vote de l'adresse, il se distingua de la majorité en cosignant un amendement présenté par l'opposition, qui demandait plus de liberté pour les comités électoraux.
Après la chute du Second Empire, Belmontet ne parvint pas à se faire réélire et se retira de la vie politique.
Belmontet fut souvent raillé et parodié, notamment par le jeune Arthur Rimbaud, en raison de son style emphatique et de ses métaphores quelquefois saugrenues.

### Œuvres de Belmontet
- Épitre à M. Joanny [Brisbard], acteur tragique, Toulouse, 1819, 4 p.
- La Mission, épitre à MM. les missionnaires, Toulouse, Vieusseux, 8 p.
- Mon apologie, Toulouse, Benichet ainé, 1819, 8 p.
- Talma, dithyrambe présenté à lui-même, le 26 mai 1819, Toulouse, Vieusseux, 1819, 8 p.
- Malesherbes, dithyrambe, suivi des Amours de Gallus, églogue traduite de Virgile, des Malheurs de Parga, poème, et de Talma, dithyrambe, Paris, Ladvocat, 1821, 44 p.
- Les Funérailles de Napoléon, ode, précédée de son éloge, Paris, Dupont, 1821, 16 p.
- Pierre-l'Hermite, ode — les Petits Orphelins — le Chien de l'Aveugle — le Pèlerin, Toulouse, 1823.
- Les Tristes, Paris, Boulland et Cie, 1824.
- Les Funérailles du général Foy, député, ode, Paris, Ponthieu, 1823, 16 p.
- « Le Souper d'Auguste », poème imprimé dans le Recueil de l'Académie des Jeux floraux pour 1828, Toulouse, 1828.
- (Avec Alexandre Soumet) Une Fête de Néron, tragédie en cinq actes, Paris, au Palais-Royal, galerie de Chartres, 1830.
- Ode sur le duc de Reichstadt, Paris, 1830.
- Ode aux Belges, Paris, 1831.
- Observations d'un patriote sur la brochure de M. de Chateaubriand, au sujet du bannissement des Bourbons, Paris, Levavasseur, 1831, 176 p.
- « Le Batelier du Tage, poésie », La Revue de Paris, 1831, t. XXXI.
- Le Buste, napoléonienne, Constance, 1832.
- De la proscription, adressé à la chambre des députés, Paris, Levavasseur, 1832, 52 p.
- Biographie de Joseph Napoléon Bonaparte. Lettre politique à la chambre des députés de 1830, Paris, Levavasseur, 1832, 88 p.
- Hôtel Laffitte à vendre. Ode, Paris, Bousquet, 1833, 8 p.
- Montézuma, tragédie, 1835.
- L'Empereur n'est pas mort, 1841.
- Les Nombres d'or, 1855.
- Strophes guerrières, 1857.

### Notices biographiques sur Belmontet
- Gustave Vapereau, Dictionnaire universel des contemporains, Paris, Hachette, 1858, p. 157-158.
- William Duckett (dir.), Dictionnaire de la conversation et de la lecture, 2e édition, t. II, Paris, 1855, p. 757.
- Joseph-Marie Quérard, La Littérature française contemporaine - XIXe siècle, t. I, Paris, Daguin frères, 1842, p. 262-267.
- Germain Sarrut et B. Saint-Edme, Biographie des hommes du jour, t. I, 2e partie, Paris, Krabe, 1836, p. 13-23.
- « Louis Belmontet », dans Adolphe Robert et Gaston Cougny, Dictionnaire des parlementaires français, Edgar Bourloton, 1889-1891 [détail de l’édition]